# پراگرسیو
پراگرسیو (انگلیسی: Progressive) شرکت بیمه آمریکایی است، که در سال ۱۹۳۷ تأسیس شد.